# Odznak služebního stáří
Odznak služebního stáří (německy Dienstalterszeichen) byl frankfurtské vyznamenání. Založen byl 15. prosince 1840 senátem Svobodného města Frankfurt. byl udělován vojenským osobám, sloužícím ve frankfurtském vojsku.

## Vzhled řádu
Odznakem je kříž, na jehož horním rameni je vyryto X, XV, XXV nebo L podle jednotlivé třídy. Na levém pak JAHRE, dolním TREUE a pravém DIENST, což nám dohromady dává X/XV/XXV/L JAHRE TREUE DIENST (10/15/25/50 let věrné služby). V medailonu je znázorněna korunovaná frankfurtská orlice, obklobená dubovým věncem.
Stuha červená s bílými postranními pruhy.

## Dělení
Vyznamenání se původně dělilo do tří tříd, 6. července 1841 přibyla 4. třída jen pro důstojníky sloužící 50 let.
- za 10letou službu
- za 15letou službu
- za 25letou službu
- za 50letou službu